# Agência de Investigação e Tecnologia de Energias Novas e Renováveis
A Agência de Investigação e Tecnologia de Energias Novas e Renováveis (Inglês: "Agency for New and Renewable Energy Research and Technology" ANERT) (anteriormente conhecida como Agência de Energia Não Convencional e Tecnologia Rural) é uma agência governamental no estado de Querala, Índia. A sua missão é reunir e difundir conhecimento sobre energias renováveis, conservação de energia e tecnologia rural. A agência foi criada em 1986 com sede em Tiruvanantapura.

## Sobre
ANERT é uma organização autónoma que foi inicialmente criada no âmbito do Conselho de Ciência, Tecnologia e Meio Ambiente (STEC), do Governo de Querala. É a principal agência que administra programas de energia renovável em Querala e executa programas temáticos em Querala para o Ministério da Energia Nova e Renovável (MNRE), um departamento do Governo da Índia. O órgão foi registado sob a Lei de Sociedades de Caridade pelo governo de Querala e agora funciona sob o Departamento de Energia do estado.

## Programas
Os principais programas implementados pela ANERT são:

### Programa Solar Fotovoltaico (SPV)
No âmbito deste programa, a ANERT distribui dispositivos que utilizam energia solar. Isso inclui lanternas solares, sistemas de iluminação doméstica, sistemas de iluminação pública, baterias para televisão e frigoríficos de vacinas. Estes dispositivos são distribuídos de acordo com o MNRE e outros programas que utilizam fundos da ANERT.

### Programa de Energia Solar Térmica
O Programa de Energia Solar Térmica visa complementar as necessidades de energia térmica em diversas temperaturas para diferentes aplicações tal como cozinhar, aquecimento de água, aquecimento para processos industriais, secagem de colheitas, aquecimento de ambientes e dessalinização de água. Os processos do programa incluem o aproveitamento da energia solar do Sol e a sua conversão em energia térmica utilizando vários dispositivos e sistemas solares térmicos.

### Programa de Energia Eólica
A ANERT está em processo de aumento do uso de  energia eólica em diferentes localidades do estado. Em associação com o MNRE, a agência conduziu um estudo detalhado do potencial eólico em Querala. O seu parque eólico de maior capacidade está localizado em Kanjikode, no distrito de Palakkad; tem capacidade de 22 MW.

### Programa de Bioenergia
Este programa visa recuperar energia a partir de resíduos; estudar a destinação científica de resíduos; converter resíduos em fertilizantes após extração de energia; melhorar o saneamento; proteger o meio ambiente; e gerar oportunidades de emprego relevantes. Os biorresíduos domésticos e industriais são de grande importância para a agência, pois podem ser convertidos em gás pobre através de gaseificação. Este gás pode ser utilizado para aquecimento e geração de eletricidade.

### Programa Nacional de Chulha Melhorada
Em 2001, como parte do seu declarado “Ano do  Empoderamento das Mulheres”, o MNRE decidiu tornar 10.000 aldeias em toda a Índia “livres de fumo” através da promoção de chulhas melhoradas, ou fogões de cozinha.

## Formações e Workshops
A ANERT oferece formação e workshops para equipas de campo para melhorar os serviços.

## Políticas

### Política de Energia Renovável de Querala 2002
A Política de Energia Renovável de Querala foi introduzida em Abril de 2002 para desenvolver, propagar e promover fontes de energia não convencionais, bem como para explorar recursos naturais para projetos de energia mais baratos.

### Política de Energia Eólica 2004
A Política de Energia Eólica foi instituída para instalar parques eólicos em terras privadas em Querala.

### Política de Energia Solar de Querala 2013
Em novembro de 2013, a Política de Energia Solar foi implementada para aumentar a utilização de aparelhos de energia solar em Querala.